# Battipaglia–Reggio di Calabria-vasútvonal
A Battipaglia–Reggio di Calabria-vasútvonal (olaszul ferrovia Tirrenica Meridionale, szó szerint „a Dél-Tirréniai vasút”) egy normál nyomtávolságú, 3 kV egyenárammal villamosított, 374,19 km hosszúságú kétvágányú vasúti fővonal Olaszországban Battipaglia és Reggio Calabria között.
Ez a legfontosabb észak-déli vasúti összeköttetés Szicília, Calabria és az olasz félsziget többi része között. Az Európai Unió transzeurópai nagysebességű vasúthálózatának 1. folyosójának déli szakaszát képezi, amely Berlint és Palermót köti össze. Déli részét, Rosarno és San Lucido között a Gioia Tauro kikötője és az adriai vasút közötti RFI teherforgalmi útvonalként is használják.
A vonalra jellemző, hogy a pálya többnyire a tengerparthoz közel van, és a Nápolyból, Rómából és más északi városokból érkező vonatok minden kategóriája használja, amelyek Calabria, Szicília és a Battipaglia felé vezető kezdeti szakaszon Potenza felé tartanak. Hasonló forgalmat bonyolít le az ellenkező irányban is. 1883 és 1895 között épült.